# Augusto Cezar Diogo
Augusto Cezar Diogo (Paramirim, 21 de abril de 1846 – Rio de Janeiro, 12 de março de 1923) foi um farmacêutico brasileiro.
Foi eleito membro da Academia Nacional de Medicina em 1874, ocupando a Cadeira 97, da qual é patrono.